# Myhija
Myhija (ukrainisch Мигія; russisch Мигия Migija) ist ein Dorf am linken Ufer des Südlichen Bugs im Nordwesten der ukrainischen Oblast Mykolajiw mit etwa 2100 Einwohnern (2001).
Das Umland des touristisch erschlossenen Dorfes wird, auf Grund seiner malerischen Landschaften und der Vielfalt an Flora und Fauna, die kleine Schweiz genannt und erinnert an die Ufer des Rheins und die großen Felsen der Krim und des Kaukasus.

## Geografische Lage
Die Ortschaft liegt im Rajon Perwomajsk auf einer Höhe von 71 m 6 km östlich vom Rajonzentrum Perwomajsk und etwa 150 km nordwestlich vom Oblastzentrum Mykolajiw.
Durch das Dorf verläuft die Fernstraße M 24 (ehemalige R-06) von Blahowischtschenske nach Mykolajiw. Beim Dorf liegt die Bahnstation Orlyk (Орлик) an der Bahnstrecke Borschtschi–Charkiw.

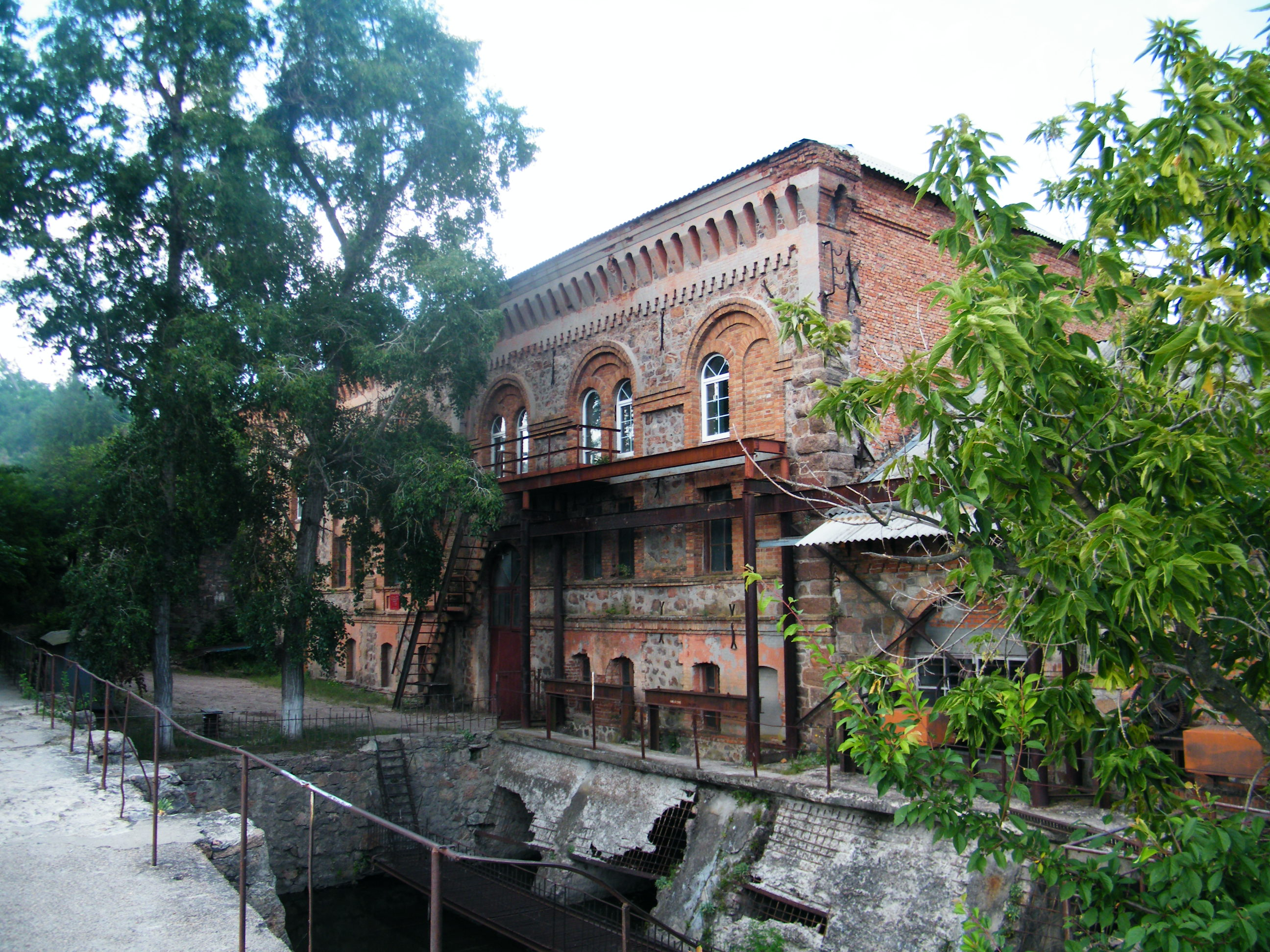
Ehemalige Wassermühle im Ort

## Geschichte
Das zu Beginn des 18. Jahrhunderts von Saporoger Kosaken gründete Dorf war später ein Lager der Hajdamaken und wurde 1765 eine russische Militär-Grenzbefestigung. 1859 besaß das Dorf 1025 Einwohner. Anfang des 20. Jahrhunderts wurde eine Wassermühle am Ufer des Bugs erbaut, die jährlich 2000 Pud Mehl produzierte. Im Juni 1889 fiel nahe von Myhija ein später nach dem Dorf benannter Meteorit vom Himmel.

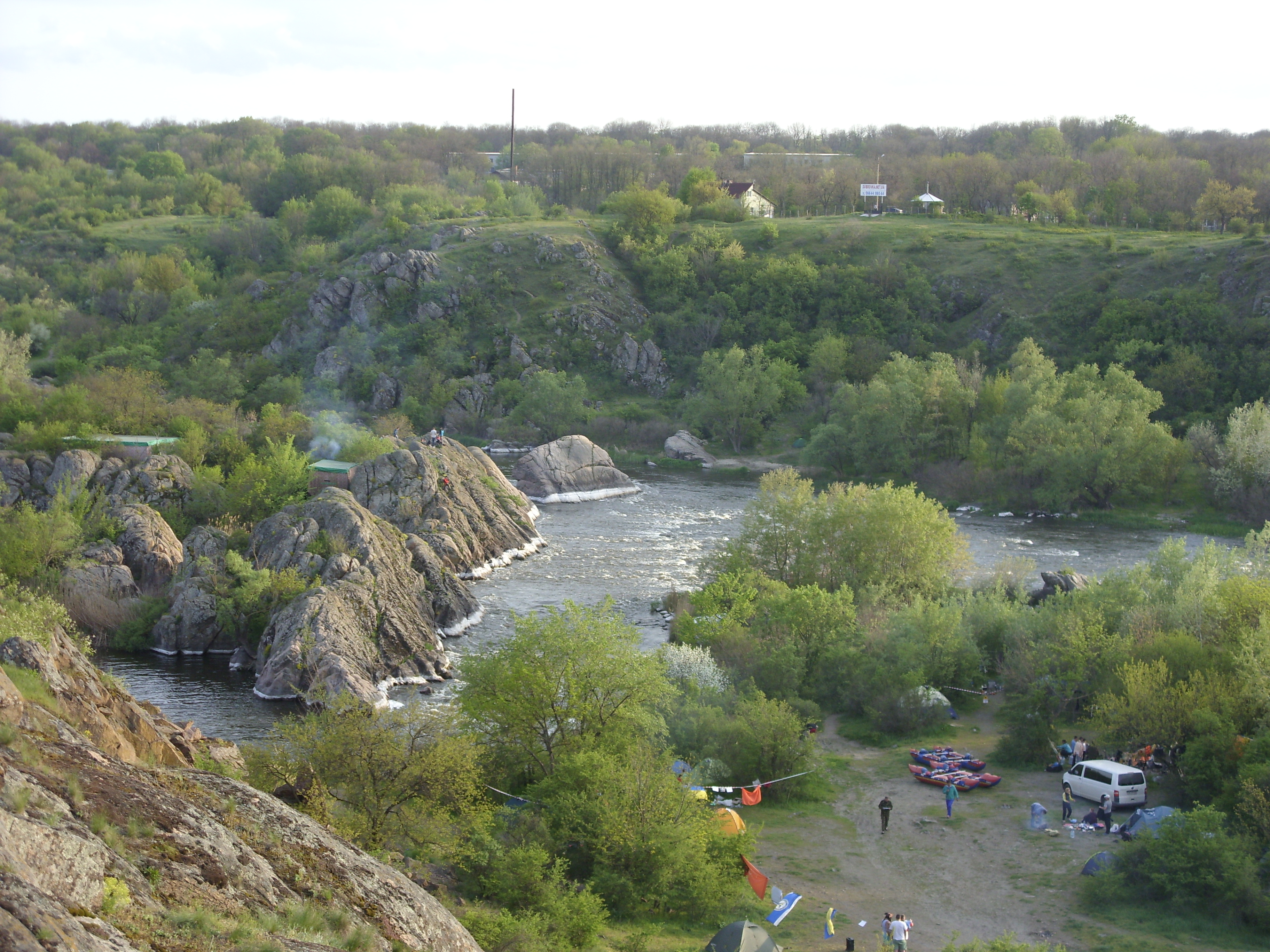
Teil der Myhija-Stromschnellen des Südlichen Bugs

## Sehenswürdigkeiten
Beim Dorf befinden sich die zu Beginn des 18. Jahrhunderts nach dem Dorf benannten Myhija-Stromschnellen (Мигійські пороги) am Südlichen Bug, das Naturdenkmal Radon-See (Радоновое озеро), ein gefluteter Granitsteinbruch mit einer Tiefe von mehr als 40 m der von unterirdischen Radonquellen gespeist wird, sowie der Nationalpark Buskyj Hard (Національний природний парк «Бузький Гард»).

## Verwaltungsgliederung
Am 9. August 2018 wurde das Dorf zum Zentrum der neugegründeten Landgemeinde Myhija (Мигіївська сільська громада/Myhijiwska silska hromada). Zu diesem zählten auch noch die 8 Dörfer Bohoslowka, Hajiwske, Heniwka, Kuriptschyne, Lwiw, Romanowa Balka, Sofijiwka und Sokoliwka sowie die Ansiedlungen Bandurka und Iwaniwka, bis dahin bildete es zusammen mit den Dörfern Hajiwske und Kuriptschyne die gleichnamige Landratsgemeinde Myhija (Мигіївська сільська рада/Myhijiwska silska rada) im Osten des Rajons Perwomajsk.
Am 12. Juni 2020 kamen noch die 2 Dörfer  Lyssa Hora und Nowopawliwka zum Gemeindegebiet.
Folgende Orte sind neben dem Hauptort Myhija Teil der Gemeinde:
| Name                     | Name           | Name                        |
| ukrainisch transkribiert | ukrainisch     | russisch                    |
| ------------------------ | -------------- | --------------------------- |
| Bandurka                 | Бандурка       | Бандурка                    |
| Bohoslowka               | Богословка     | Богословка (Bogoslowka)     |
| Hajiwske                 | Гаївське       | Гаевское (Gajewskoje)       |
| Heniwka                  | Генівка        | Геновка (Genowka)           |
| Iwaniwka                 | Іванівка       | Ивановка (Iwanowka)         |
| Kuriptschyne             | Куріпчине      | Курипчино (Kuriptschino)    |
| Lwiw                     | Львів          | Львов (Lwow)                |
| Lyssa Hora               | Лиса Гора      | Лысая Гора (Lyssaja Gora)   |
| Nowopawliwka             | Новопавлівка   | Новопавловка (Nowopawlowka) |
| Romanowa Balka           | Романова Балка | Романова Балка              |
| Sofijiwka                | Софіївка       | Софиевка (Sofijewka)        |
| Sokoliwka                | Соколівка      | Соколовка (Sokolowka)       |